# عسل‌خوار گلوزرد

عسل‌خوار گلوزرد (نام علمی: Nesoptilotis flavicollis) گونه‌ای از پرندگان عسل‌خوار از خانواده عسل‌خواران است. از نظر رفتار و ظاهر شبیه به عسل‌خوار گوش‌سفید است و بومی ایالت جزیره‌ای استرالیا تاسمانی است. قبلاً به عنوان آفت باغات به حساب می‌آمد.

## رده‌بندی
این گونه در اصل توسط پرنده‌شناس فرانسوی لوئی ژان پیر ویلو در سال ۱۸۱۷ توصیف شد، که آن را در جنس ملیترپتوس قرار داد. نام خاص آن از کلمات لاتین flavus «زرد» و collis «گردن» گرفته شده‌است. نام‌های بومی دیگر عبارتند از گیلاس‌چین سبز، دیک سبز یا کتانی سبز.
عسل‌خوار گلوزرد قبلاً در جنس لیکنوستوموس قرار داده شده بود، اما پس از آنالیز تبارزایی مولکولی که در سال ۲۰۱۱ منتشر شد، نشان داد که سردۀ اصلی چند چندتباری است، به نزوپتیلوتیس منتقل شد. این یک تاکسون خواهر عسل‌خوار گوش سفید (N. leucotis) است که در سرزمین اصلی استرالیا وجود دارد، اما در تاسمانی وجود ندارد، و آنها متعلق به دسته‌ای هستند که شامل جنس‌های عسل‌خوار رخ‌آبی، ملیترپتوس و فوله هایو است.

## ویژگی‌ها
عسل‌خوار گلوزرد یک عسل خوار با جثه متوسط با دم نسبتاً بلند است. وزن معمولی ۳۱ گرم (۱٫۱ اونس) است و طول متوسط آن ۲۱ سانتیمتر (۸٫۳ اینچ) است. پرها در بالا به رنگ سبز زیتونی روشن، با تاج، صورت و زیر شکم نقره‌ای مایل به خاکستری، متضاد با چانه و گلو زرد روشن متمایز است. یک لکه گوش زرد کوچک وجود دارد و پرهای بال با رنگ زرد مشخص شده‌است. نوک سیاه و چشم قرمز یاقوتی پررنگ است. ماده‌ها کوچکتر از نرها هستند. پرندگان جوان بسیار شبیه به بزرگسالان هستند، اما کدرتر.